# Tefigram
Tefigram – rodzaj diagramu termodynamicznego używany w opisie sondażu atmosferycznego. Niezależnymi zmiennymi na diagramie są temperatura i ciśnienie. Nazwa związana jest z oznaczeniami „T-{\displaystyle \phi }-gram” opisującymi osie diagramu – temperaturę i entropię ({\displaystyle \phi }). 
Tefigram został opracowany przez Williama Napiera Shawa w 1915 r. i jest używany głównie w Wielkiej Brytanii.